# Zavinograđe
Zavinograđe (cyr. Завинограђе) – wieś w Serbii, w okręgu zlatiborskim, w gminie Prijepolje. W 2011 roku liczyła 1265 mieszkańców.